# San Mauro la Bruca
San Mauro la Bruca est une commune italienne de la province de Salerne, dans la région Campanie.

## Histoire
En 1969, 63 hosties consacrées sont volées dans l'église du village. Retrouvées intactes, elles ont depuis été conservées et sans se décomposer (2016), ce qui est considéré comme un miracle eucharistique.

## Administration
| Période                                  | Période | Identité | Étiquette | Qualité |
| ---------------------------------------- | ------- | -------- | --------- | ------- |
|                                          |         |          |           |         |
| Les données manquantes sont à compléter. |         |          |           |         |

### Hameaux
San Nazario.

### Communes limitrophes
Ascea, Centola, Ceraso, Futani, Montano Antilia, Pisciotta.